# Batalla d'Ivànkiv
La batalla d'Ivànkiv fou un enfrontament militar entre la Federació Russa i Ucraïna que va començar el 25 de febrer de 2022, durant la invasió russa d'Ucraïna de 2022. A primera hora del matí, una columna de les Forces Terrestres russes es va apropar a la ciutat d'Ivànkiv, a l'òblast de Kíiv, des del nord-oest, després de fer un trencament arran de la batalla de Txernòbil.
Al matí del 25 de febrer, les forces ucraïneses van destruir el pont d'Ivànkiv que travessava el riu Tèteriv, aturant l'avanç d'una divisió de tancs russos que es dirigia cap a Kíiv. Les tropes d'assalt aerotransportades ucraïneses van enfrontar als soldats russos a Ivànkiv i la ciutat propera de Dymer.
Algunes forces russes van poder trencar Ivànkiv i van capturar l'Aeroport Antónov, estratègicament important, després d'una escaramussa. L'aeroport es troba a només 20 quilòmetres al nord-oest de Kíiv.
Els combats a Ivànkiv van continuar a la vesprada del 25 de febrer, amb les forces russes bombardejant la ciutat amb artilleria, causant algunes baixes civils. Ivànkiv també és la ubicació d'un important gasoducte, que si es destrueix podria aturar la transferència de gas ucraïnès a gran part d'Europa.
El 26 de febrer, la lluita a Ivànkiv va continuar i el 27 de febrer, el Museu d'Història i Local d'Ivànkiv va ser destruït per les forces russes durant la batalla, amb la pèrdua de més de vint obres de l'artista ucraïnesa Maria Primatxenko. En resposta, el ministre ucraïnès de Cultura, Olexandr Tkàtxenko, va demanar que Rússia perdés la seva pertinença a la UNESCO.
El matí del 27 de febrer, un comboi de vehicles russos de més de 4,8 km de longitud va ser vist en imatges per satèl·lit que es dirigien cap a Ivànkiv. El 28 de febrer, el comboi havia crescut a uns 64 km de longitud. La captura d'Ivànkiv per part de les forces russes va ser confirmada el 2 de març.
El 31 de març, les forces ucraïneses van tornar a prendre el control d'Ivànkiv després d'una retirada de l'exèrcit rus de la ciutat.